# Franz Welser-Möst
Franz Welser-Möst (ur. 16 sierpnia 1960 w Linzu) – austriacki dyrygent.

## Życiorys
Początkowo uczył się gry na skrzypcach, ale po uszkodzeniu ręki w wypadku samochodowym rozpoczął naukę dyrygentury. Zadebiutował na Festiwalu w Salzburgu w 1985, następnie prowadził London Philharmonic Orchestra. Od 1989 występował w Stanach Zjednoczonych, gdzie dyrygował Saint Louis Symphony Orchestra, Atlanta Symphony Orchestra, Bostońską Orkiestrą Symfoniczną, Filharmonią Nowojorską i Chicagowską Orkiestrą Symfoniczną.
W latach 1990–1996 był dyrygentem London Philharmonic Orchestra. Od 1995 do 2008 współpracował z Zurich Opera House, gdzie prowadził wiele oper, w tym cykle tetralogii Pierścień Nibelunga Richarda Wagnera. Od 2002 jest dyrektorem muzycznym Cleveland Orchestra. W 2007 rząd austriacki zaproponował mu stanowisko dyrektora muzycznego Opery Wiedeńskiej, które pełnił w latach 2010–2014.
W 2011, 2013 i 2023 poprowadził Koncert noworoczny Filharmoników Wiedeńskich.
Dokonał także wielu nagrań płytowych.